# Comissaria de Proveïments
La Comissaria de Proveïments (Comisaría de Abastecimientos) fou una creació de l'estat espanyol que sota diversos noms i rang va existir del 1917 al 1920.
Per assegurar el proveïment d'aliments i matèries primeres i evitar l'aixecament abusiu dels preus, el govern d'Eduard Dato va crear el 3 d'octubre de 1917 la Comissaria General de Proveïments amb totes les funcions en la matèria, dependents de Foment, Hisenda o Governació. El 3 de setembre de 1918 fou transformada en Ministeri de Proveïments que fou suprimit el 8 de maig de 1920, però la comissaria fou restaurada el mateix dia per ser abolida l'11 de setembre del mateix any.
El 11 de julio de 1924 es va crear una Delegació General de Proveïments (Delegación General de Abastos) per reial Decret (dins el Ministeri de Governació), i el 28 de febrer de 1928 es va convertir en una Direcció General del ministeri de governació per Reial Decret-Llei.
Una Comisaria general de abastecimientos y transportes amb la mateixa missióva tornar a existir com a Direcció General per decret del 18 febrer de 1938 de la vicepresidència del colpistes franquistes confirmada per la llei del 10 de març de 1939, dins el ministeri de la Indústria i del Comerç. Mitjançant delegacions provincials havien d'inventariar la producció i organitzar-ne la redistribució.